# Куйбышевский (Самарская область)
Куйбышевский — посёлок в Красноармейском районе Самарской области. Административный центр сельского поселения Куйбышевский.

## География
Село находится в южной части области, на востоке района, в пределах низкого Сыртового Заволжья, в степной зоне, на автодороге регионального значения 36Н-368.

### Климат
Климат характеризуется как континентальный, засушливый, с жарким летом и холодной малоснежной зимой. Среднегодовая температура воздуха — 4,7 °С. Средняя температура воздуха самого тёплого месяца (июля) — 21,6 °C (абсолютный максимум — 41 °C); самого холодного (января) — −12,7 °C (абсолютный минимум — −46 °C). Среднегодовое количество атмосферных осадков составляет 420 мм, из которых 277 мм выпадает в период с апреля по октябрь. Снежный покров держится в течение 136 дней.

## История
В 1973 г. Указом Президиума ВС РСФСР посёлок центральной усадьбы совхоза имени Куйбышева переименован в Куйбышевский.

## Население
| 2010 |
| ---- |
| 702  |

## Инфраструктура
Основа экономики — сельское хозяйство. Здесь находилась центральная усадьба совхоза имени Куйбышева.
Действует Куйбышевский сельский дом культуры, Куйбышевское отделение общего терапевтического профиля, отделение почтовой связи № 446153.

## Транспорт
Посёлок доступен автотранспортом.